# Гай Терентилий Гарса
Гай Теренти́лий А́рса (лат. Gaius Terentilius Harsa; V век до н. э.) — древнеримский политический деятель, народный трибун 462 года до н. э.
Во время своего трибуната Гай Терентилий внёс предложение об ограничении и определении карательной власти консулов. Сенат упорно противился принятию этого предложения, и борьба относительно rogatio Terentilia продолжалась целых 10 лет. По словам Ливия, Гарса требовал составления писанного свода законов, но в историографии это сообщение считается не соответствующим действительности.